# Android Oreo
Android Oreo ou Android 8 é uma versão do sistema operacional Android, lançado inicialmente para desenvolvedores na versão alpha em 21 de março de 2017, seguido de outras quatro versões alpha nos meses subsequentes. Com lançamento oficial em 21 de agosto de 2017, que inclui o sistema final, os comportamentos, últimas correções de bugs, melhorias de segurança e otimizações. Atualmente ele encontra-se na versão 8.1 lançada definitivamente em 05 de dezembro de 2017. Porém já existe duas versões posteriores, Android Pie (9) e Android 10.

## Versões
- Versão alpha 1, em 21 de março de 2017;
- Versão alpha 2, em 17 de maio de 2017;
- Versão alpha 3, em 8 de junho de 2017, que inclui a API finalizada;
- Versão alpha 4, em 24 de junho de 2017, que inclui o sistema final.[5]
- Versão oficial, Android Oreo 8.0, em 21 de agosto de 2017, no dia do eclipse solar nos Estados Unidos;[4]
- Versão beta, Android Oreo 8.1, em 25 de outubro de 2017;[7]
- Versão oficial, Android Oreo 8.1, em 5 de dezembro de 2017.
- Versão light, Android Oreo Go Edition (inicialmente Android Go), em 5 de dezembro de 2017.[8]

## Recursos

### Experiência de uso
Na oitava versão do sistema operacional Android, as notificações agora podem ser agrupadas em grupos, conhecidas como "canais". É possível agora utilizar o modo picture-in-picture para utilizar dois aplicativos ao mesmo tempo na tela do aparelho. A seção de Configurações do sistema foi remodelada com uma nova aparência, permitindo modificações mais completas do sistema.

### Plataforma
O Android Oreo dá suporte aos novos emojis incluídos na versão 10 do padrão Unicode. Houve modificações na fonte do emoji, notavelmente na figura de faces, que são mais circulares agora, ao invés dos emojis mais caricatos introduzidos no Android KitKat.
A arquitetura em volta do sistema operacional Android foi revisada para diminuir a fragmentação do Android, adição da camada Treble, que separa o código base do Android das personalizações dos fabricantes, com os drivers de partes do hardware de um celular, como os processadores Snapdragon. Usando uma camada de abstração de hardware chamada de "Vendor Interface", os fabricantes de componentes para Android podem realizar suas modificações e adaptações de código, e as fabricantes de celulares podem realizar atualizações de software apenas atualizando o código disponível na framework do sistema Android.
Introduzido com o lançamento da oitava versão do sistema operacional, a versão Android Go, destinada para smartphones com menos recursos de software, com 1 GB de memória RAM ou menos. Com certas otimizações ligadas por padrão, como a funcionalidade de economia de dados. Os aplicativos padrões também serão versões otimizadas para baixo uso de recursos de hardware, e a loja Google Play irá priorizar aplicativos destinados para esse sistema.

## Mudanças

### v8.0 (API 26)
| Versão | Data de lançamento   | Características | Imagem |
| ------ | -------------------- | --- | ------ |
| 8.0    | 21 de agosto de 2017 | - Projeto Treble, a maior mudança nas bases do Android até o momento: uma arquitetura modular que torna mais fácil e rápido para os fabricantes de hardware entregar atualizações do Android; - Suporte de imagem em imagem; - Suporte para emoji Unicode 10.0 (5.0) e substituição de todos os emojis em forma de blob por redondos com gradientes e contornos; - Configurações e configurações rápidas reprojetadas com um fundo branco e, respectivamente, cores de fonte preta e acentuada; - Configurações reestruturadas reagrupando seções em entradas semelhantes; - Ícones adaptáveis; - Melhorias de notificação; - Canais de notificação; - Pontos de notificação (emblemas); - Suspensão de notificação; - Multi-cores de tonalidade de notificação (para arte de álbum de música, mensageiros, etc.); - Estrutura de preenchimento automático em todo o sistema; - Suporte para codecs AAC, LDAC da Sony, aptX e aptX HD da Qualcomm; - Fontes desconhecidas específicas do aplicativo; - Suporte para vários monitores; - Tempo de inicialização 2 vezes mais rápido em comparação com o Nougat de acordo com o Google, testando em seus dispositivos Pixel; - Execução de aplicativos em segundo plano e limites de localização; - Google Play Protect; - Fontes para download; - Suporte de impressão integrado; - Gerenciamento de cores (cores profundas e ampla gama de cores); - Assistente de Wi-Fi. |        |

### v8.1 (API 27)
O Android 8.1 Oreo é a décima sexta versão secundária do sistema operacional Android. Foi lançado pela primeira vez como uma prévia do desenvolvedor em 25 de outubro de 2017, com imagens de fábrica para dispositivos Nexus e Pixel atuais. Uma segunda prévia do desenvolvedor foi disponibilizada em 27 de novembro de 2017, para dispositivos Nexus e Pixel, antes que a versão estável fosse lançada em 05 de dezembro de 2017.
| Versão | Data de lançamento    | Características |
| ------ | --------------------- | --- |
| 8.1    | 5 de dezembro de 2017 | - API de redes neurais. - API de memória compartilhada. - API WallpaperColors. - Nível da bateria do Bluetooth para dispositivos conectados, acessível em Configurações rápidas. - Android Oreo Go Edition, uma distribuição leve do Android que funciona melhor do que o Android normal em dispositivos com menos de 1 GB de RAM. - Atualizações da estrutura de preenchimento automático. - Ações programáticas de Navegação segura. - Os botões de navegação escurecem quando não estão em uso. - Mudanças visuais para 'Desligar' e 'Reiniciar', incluindo uma nova tela e barra de ferramentas flutuante. - As mensagens do brinde agora são brancas com a mesma transparência existente. - Temas claros e escuros automáticos. - Novo Easter Egg na forma de uma imagem oficial do biscoito Oreo. |